# Stella (keresztnév)
A Stella a latin Stella névnek a magyarban és a németben sz-szel ejtett változata, a jelentése csillag.

## Rokon nevek
- Sztella:[1] a latin eredeti kiejtésű alak.[3]
- Esztella, Estella, Estilla

## Gyakorisága
Az 1990-es években a Stella igen ritka, a Sztella szórványos név volt, a 2000-es években nem szerepelnek a 100 leggyakoribb női név között.

## Névnapok
Stella, Sztella
- július 14.[2]
- július 15.[2]
- július 19.[2]

## Híres Stellák, Sztellák
- Stella McCartney angol divattervező
- Ziff Stella felvidéki író, előadóművész.